# Vasúti építészet Magyarországon

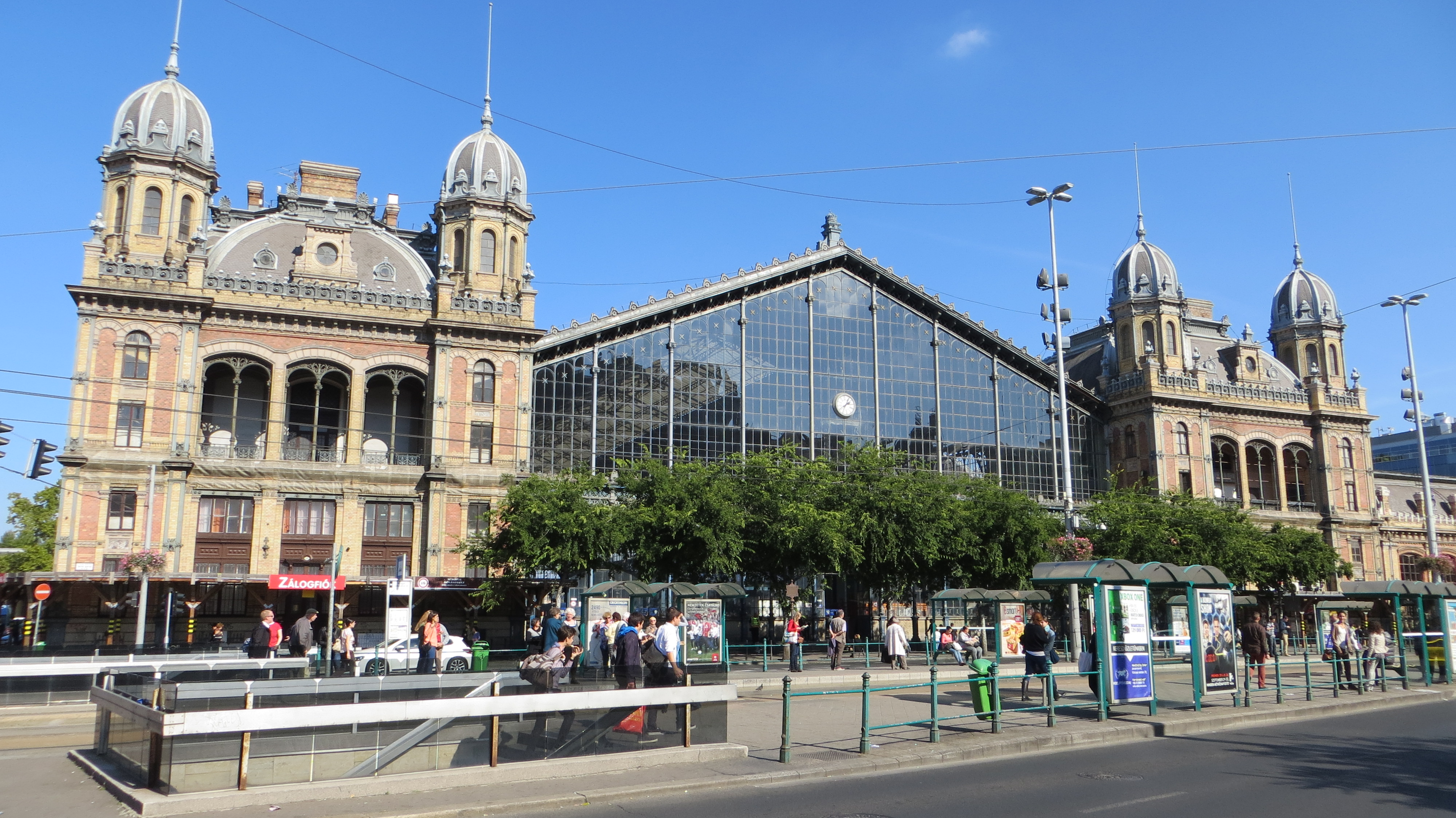
A magyarországi vasúti építészet egyik legkiemelkedőbb példája az 1874 és 1877 között épült, eklektikus stílusú budapesti Nyugati pályaudvar

A magyarországi vasúti építészet a magyarországi építészet másfél évszázados múlttal és nagy mennyiségű épületállománnyal rendelkező része. A szócikk nem foglalkozik a városi kötöttpályás villamosok, metrók, fogaskerekűk, siklók és a Budapest környéki helyiérdekű vasútak (HÉV) épületállományával. Vizsgálja ugyanakkor a korábbi, ma már részben megszüntetett, vagy a MÁV kezelésébe vont vidéki HÉV-ek épületanyagát.

## Története

### Állomásépületek (felvételi épületek)
| Kép | Név                                      |
| --- | ---------------------------------------- |
|     | Budapest–Józsefváros pályaudvar          |
|     | Budapest–Keleti pályaudvar               |
|     | Budapest–Nyugati pályaudvar              |
|     | Bátaszék vasútállomás                    |
|     | Budai indóház (elpusztult)               |
|     | Cegléd vasútállomás                      |
|     | Celldömölk vasútállomás                  |
|     | Debrecen vasútállomás (elpusztult)       |
|     | Dombóvár vasútállomás                    |
|     | Füzesabony vasútállomás                  |
| ,   | Győr vasútállomás (elpusztult)           |
| ,   | Hatvan vasútállomás (elpusztult)         |
|     | Kaposvár vasútállomás                    |
|     | Miskolc-Gömöri pályaudvar                |
|     | Miskolc-Tiszai pályaudvar                |
|     | Nyíregyháza vasútállomás (elpusztult)    |
|     | Pécs vasútállomás                        |
|     | Sátoraljaújhely vasútállomás             |
|     | Sopron-GYSEV vasútállomás (elpusztult)   |
|     | Sopron-Déli pályaudvar                   |
|     | Szeged vasútállomás                      |
| ,   | Székesfehérvár vasútállomás (elpusztult) |
|     | Szolnok vasútállomás (elpusztult)        |
|     | Szombathely vasútállomás                 |
|     | Zalaegerszeg vasútállomás                |

Magyarországon az 1840-es években kezdődtek a nagy vasúti építkezések. A legkorábbi állomásépületek klasszicista stílusban épültek (pl. Pesti indóház, Sopron-Déli pályaudvar), amelyeket hamar, már az 1850-es években felváltott a romantikus stílus. Romantikus stílusban nagy számú állomás épült, egy részük még napjainkban is áll. Közéjük tartozott a második világháború során elpusztult Budai indóház (1859–1861), a mai Déli pályaudvar elődje is, és a Józsefvárosi pályaudvar (1867). Érdekesség, hogy bár az 1850–1860-as évek építészetére volt jellemző a romantikus stílus, később is épültek ilyen állomásépületek (pl. Karcag, 1880).
Az 1860-as évektől jelentek meg a vasúttársaságok típusépületei (gyakran hibásan MÁV típusépületek, holott a Magyar Királyi Államvasutak csak a 20. század elejére olvasztotta be az egyéb társaságokat), amelyek sablon alapján, általában többféle méretben állomásonként azonos formában épültek fel. Kinézetük alapján legtöbbet nyeregtetővel, és díszítetlen, vakolt falakkal építették meg, de voltak vakolt falú, téglakeretes ajtó és ablaknyílású (pl. Kisterenye vasútállomás, Angyalföld vasútállomás, Dunakeszi vasútállomás) illetve nyerstégla burkolatú változatok (pl. Ács vasútállomás). Ez utóbbiak a kortárs gyárépítészetre jellemző úgynevezett ipari eklektikus stílusra emlékeztettek. Vasúti típusépületek körülbelül fél évszázadon át épültek kisebb állomásokon, az utolsó példák egyike Abaújszántó vasútállomás lehet, amely 1909-re készült el.
A század vége a nagy historizáló-eklektikus pályaudvarok és vasútállomás építési ideje. Korai példák az 1870-es évektől: Budapest–Nyugati pályaudvar, Budapest–Keleti pályaudvar. A vidéki nagy pályaudvarokat ebben az időszakban Pfaff Ferenc tervezte, illetve néhány esetben korábbi állomásépületeket bővített ki. A korszak épületei közé tartozik a Gödöllői királyi váró (1882), tervezője Ybl Miklós vagy Rochlitz Gyula. 2011-ben felújították, műemlékként látogatható. A Szombathelyi pályaudvart, akárcsak Sopron-Déli pályaudvart, nem Pfaff, hanem Posel Gusztáv tervezte.
A szecesszió nem annyira jelent meg a vasúti építészetre, az 1902-ben tervbe vett, de soha fel nem épített Budapesti főpályaudvarra születtek ilyen elképzelések. A népies stílusra sincs sok példa (Badacsonytomaj, 1909). Gerendavázas-kitöltőfalas stílusban épült fel Újszeged vasútállomás és Kőbánya felső vasútállomás régi, ma már szintén nem létező állomásépülete.
A két világháború közötti időszakban néhány historizáló (neoeklektikus) állomás épült (pl. Szentes, Békéscsaba, Zalaegerszeg, Balatonföldvár, Fonyód-Bélatelep), és kezdtek megjelenni az első modern kinézetű épületek is (Kiskunfélegyháza, Kőbánya alsó).
A népies stílus kései példája Nagycenk-Hidegség állomásépülete (1930).
A második világháború idején számos régi nagy állomásépület elpusztult, másokat sérüléseik miatt a háború után bontottak el (pl. Székesfehérvár, Győr, Debrecen, Nyíregyháza, Hatvan, Szolnok).
Helyükre a szocializmus időszakában kezdetben funcionalista–modern, 1951-től szocialista–realista–klasszicizáló épületeket emeltek (Dunaújváros, Székesfehérvár, Győr, Hatvan). Az 1950-es évek végétől visszatért a funkcionalizmus („késői funkcionalizmus”), amelyet sokan fukar formavilágú, lapostetők elterjedése és a homlokzati díszítések hiánya, a fehér vagy szürke színe miatt jellegtelen épületeknek tartanak sokan (pl. Debrecen). Az 1960-as és 1970-es évek nagy állomásépítkezései elsősorban a MÁV saját tervezőirodája (MÁVTI), néhol az Út-Vasúttervező Vállalat (UVATERV) tervei alapján zajlottak. Jelentős alkotás volt az új Déli pályaudvar (1970–1975).

##### Vonatfogadó csarnokok, perontetők
Érdekesség, hogy a 19. században a vasútállomások vágányai és peronjai fölé míves kidolgozottságú fa csarnoktetőket építettek (pl. Nagykanizsa, Debrecen, Miskolc, Székesfehérvár). Ezek legtöbbje mára elpusztult, helyüket egyszerűbb vas és beton tetők foglalták el.

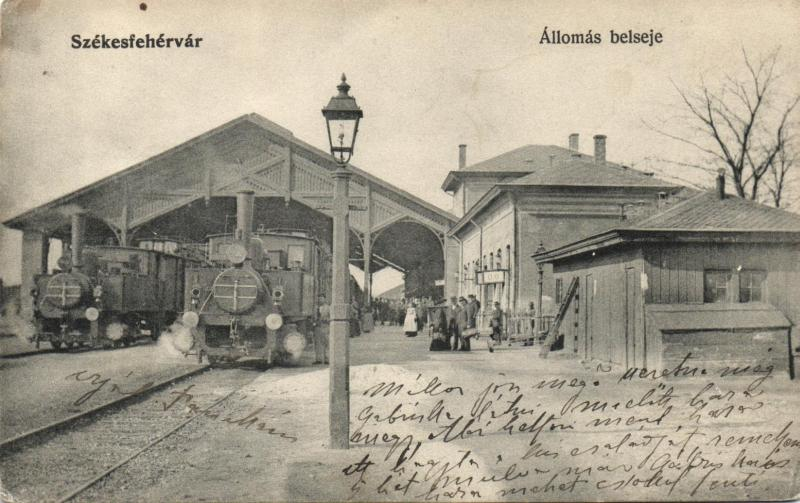
A régi székesfehérvári vasútállomás perontetője (1920 körüli állapot)
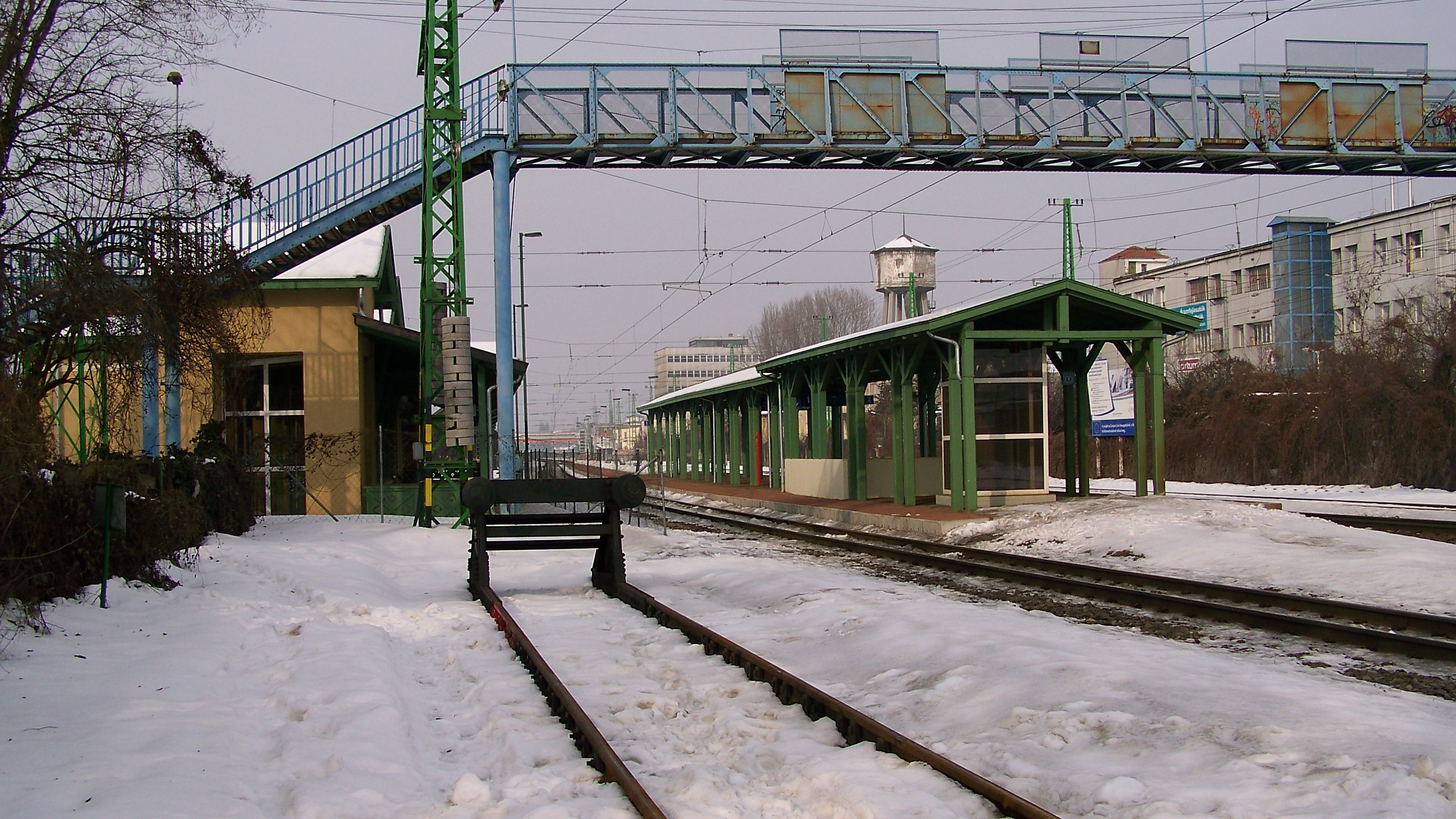
Fa perontető, Pestszentlőrinc
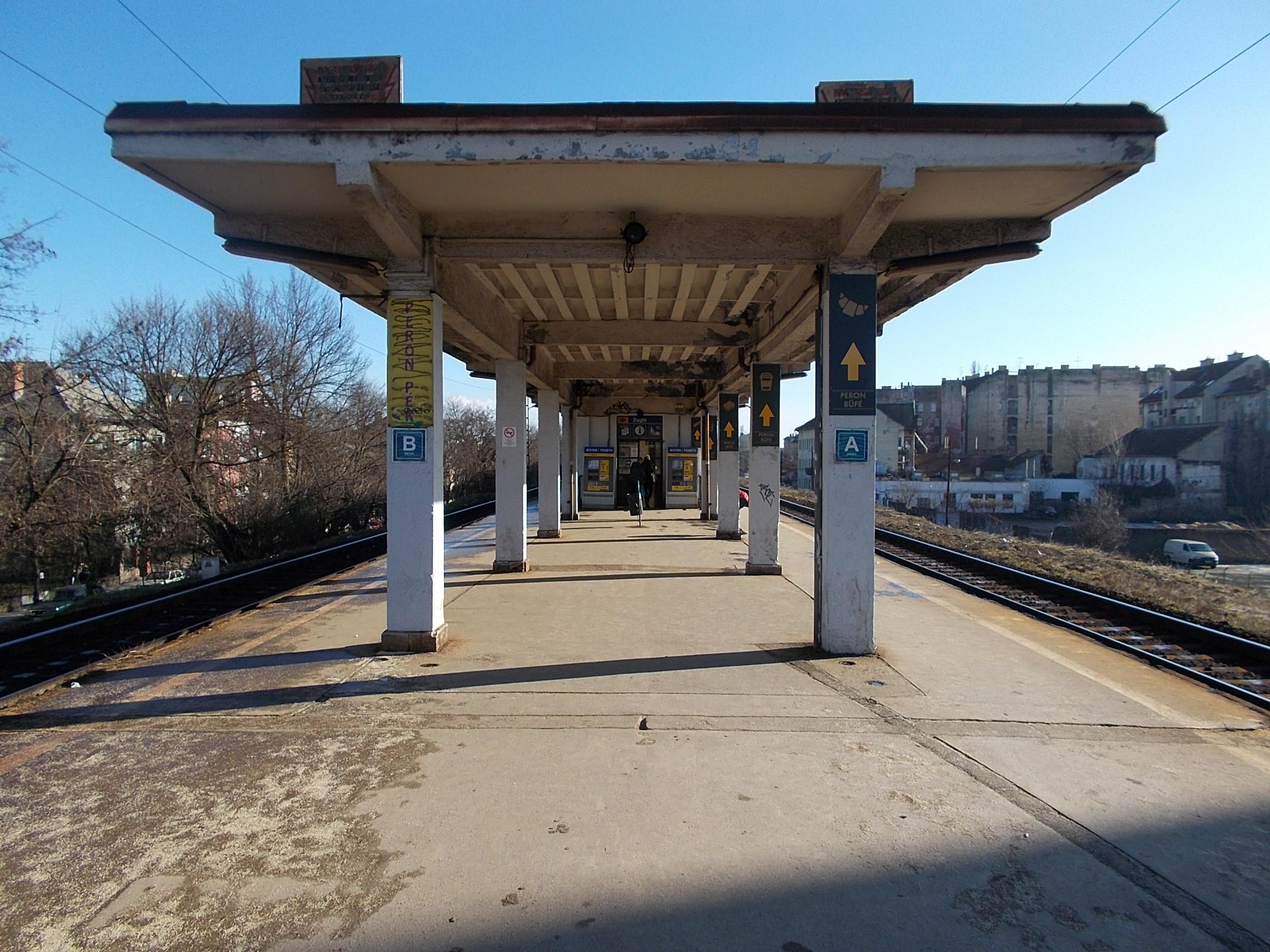
Modern beton tető, Zugló

### Vasút üzemeltetéshez szükséges egy épületek
A szorosan vett felvételi épületek mellett egy-egy vasútállomás területén rendszerint több más, általában kisebb épület kivitelezésére is sor került. Az épületeket három csoportra szokás osztani: felvételi épületek, üzemeltetéshez szükséges épületek, raktárépületek. Ezek stílusukban általában követték a főépületeket.
Az üzemeltetéshez a következő épülettípusok tartoztak:
| Épülettípus                                       | Példák | Kép | Képnév                                                        |
| ------------------------------------------------- | --- | --- | ------------------------------------------------------------- |
| mozdonyszínek, fűtőházak (azon belül körfűtőházak | normál mozdonyszínek: Bátaszék, Balassagyarmat; körfűtőházak: Zalaegerszeg, Székesfehérvár, Kisterenye, Budapest-Északi                                                                    |     | Északi fűtőház                                                |
| vonalőrházak                                      | |     |                                                               |
| váltóőrházak (az állomások két végén)             | |     | váltóőrház Tápiószele vasútállomás végén                      |
| nagyobb szolgálati házak, vasutaslaktanyák        | Budapest-Rákosrendező (Teleki Blanka u.), Békéscsaba Budapest-Rákos (Keresztúri út), Budapest-Déli, Kelenföld (Vasút u.), Angyalföld (Kámfor u.), Ferencváros (Fék u.)                     |     | Budapest-Rákosrendező vasutaslaktanya                         |
| vasutas lakótelepek                               | Budapest-Podmaniczy út, Budapest-Tatai út, Józsefvárosi-Kőbányai MÁV-telep, Rákospalotai MÁV-telep, Ferencvárosi MÁV-telep, Felsőrákosi MÁV-telep, MÁV tisztviselői lakóházak („Nyolcház”) |     | Budapest-Tatai úti MÁV tisztviselői lakóházak                 |
| igazgatósági paloták                              | Budapest-Andrássy út, Pécs |     | Pécs                                                          |
| nyugdíjintézeti paloták                           | Budapest-Andrássy úti Vasutasház, Drechsler-palota |     | MÁV nyugdíjintézeti bérház (Vasutasház), Budapest-Andrássy út |
| kórházak                                          | MÁV kórház |     | MÁV kórház                                                    |
| járműjavítók, főműhelyek                          | Északi Járműjavító, Istvántelki Főműhely, Keleti pályaudvar fenntartási műhelye, Szombathelyi Járműjavító, Miskolci Járműjavító                                                            |     | Istvántelki Főműhely                                          |
| víztornyok                                        | Budapest-Tatai út, Zalaegerszeg |     | Budapest-Tatai úti víztorony                                  |
| kulturális intézmények, múzeumok                  | Közlekedési Múzeum, Magyar Vasúttörténeti Park [az Északi fűtőházból kialakítva], MÁV-Archívum                                                                                             |     | a volt Közlekedési Múzeum (elbontva)                          |
| egyéb épületek                                    | Budapest-Józsefváros MÁV Anyagvizsgáló Intézet |     | Budapest-Józsefváros MÁV Anyagvizsgáló Intézet                |

### Raktározási épületek
Az épületek harmadik csoportját az áru raktározási épületek képezték. Típusai:
- raktárak[26]
- rakodóponkok (emelt rakodók)[26]
- állatrakodók[26][46]
- mérlegházak[47]
- magtárak[48]

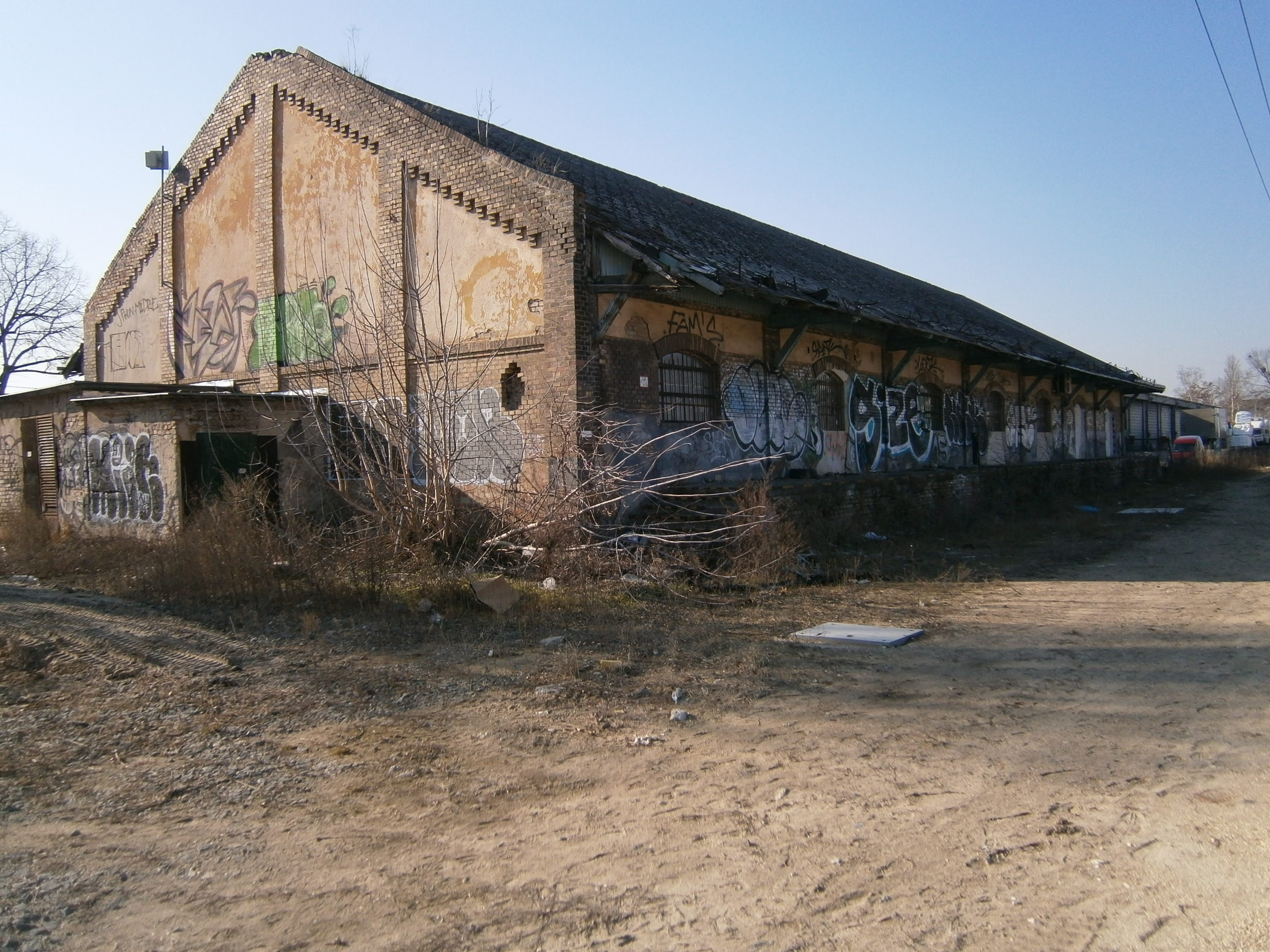
Régi raktárépület, Angyalföld vasútállomás
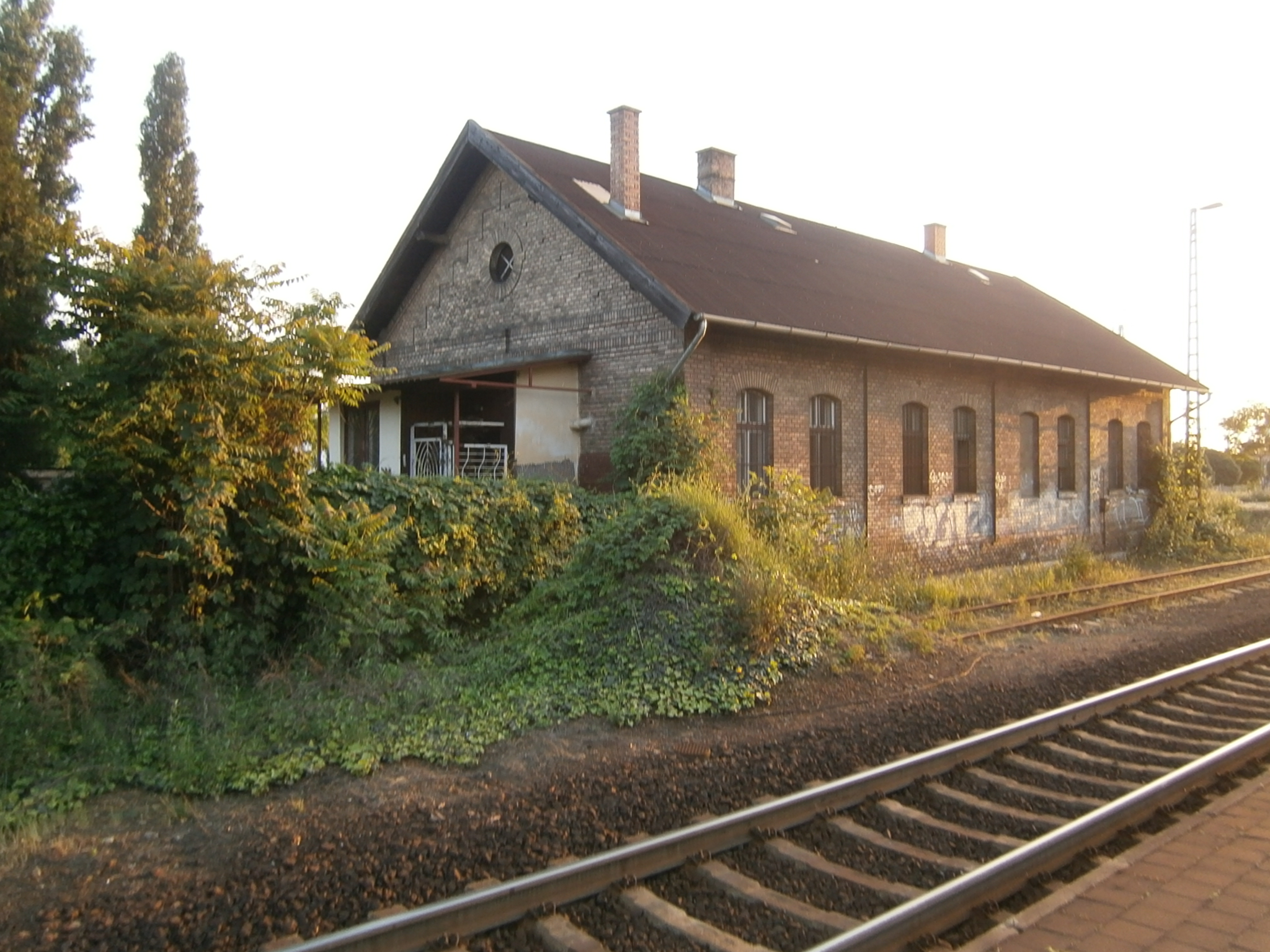
Régi raktárépület, Pestszentlőrinc
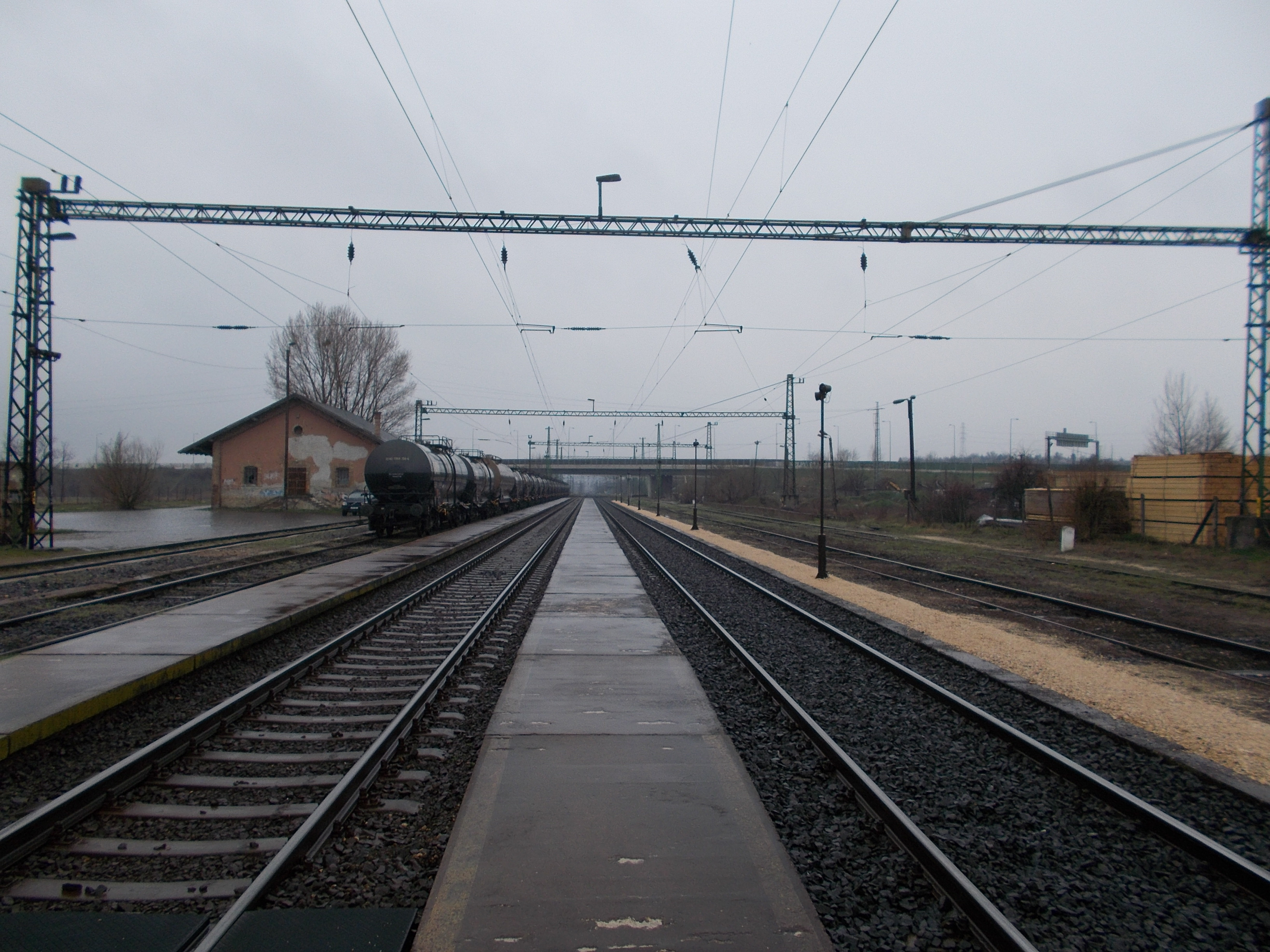
Régi raktárépület, Nagytétény-Diósd (elbontva)
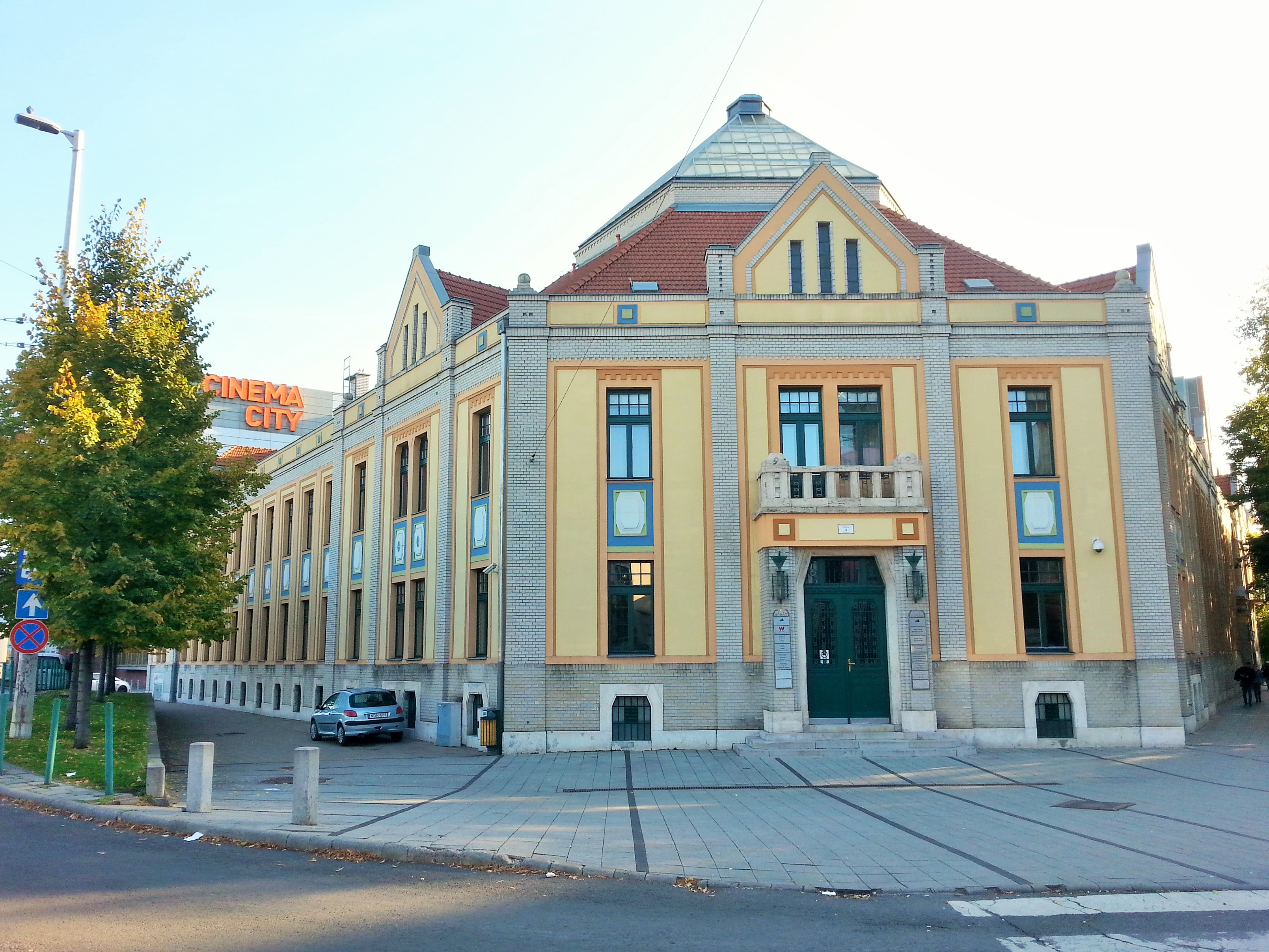
Sóház, volt raktárépület, Nyugati pályaudvar
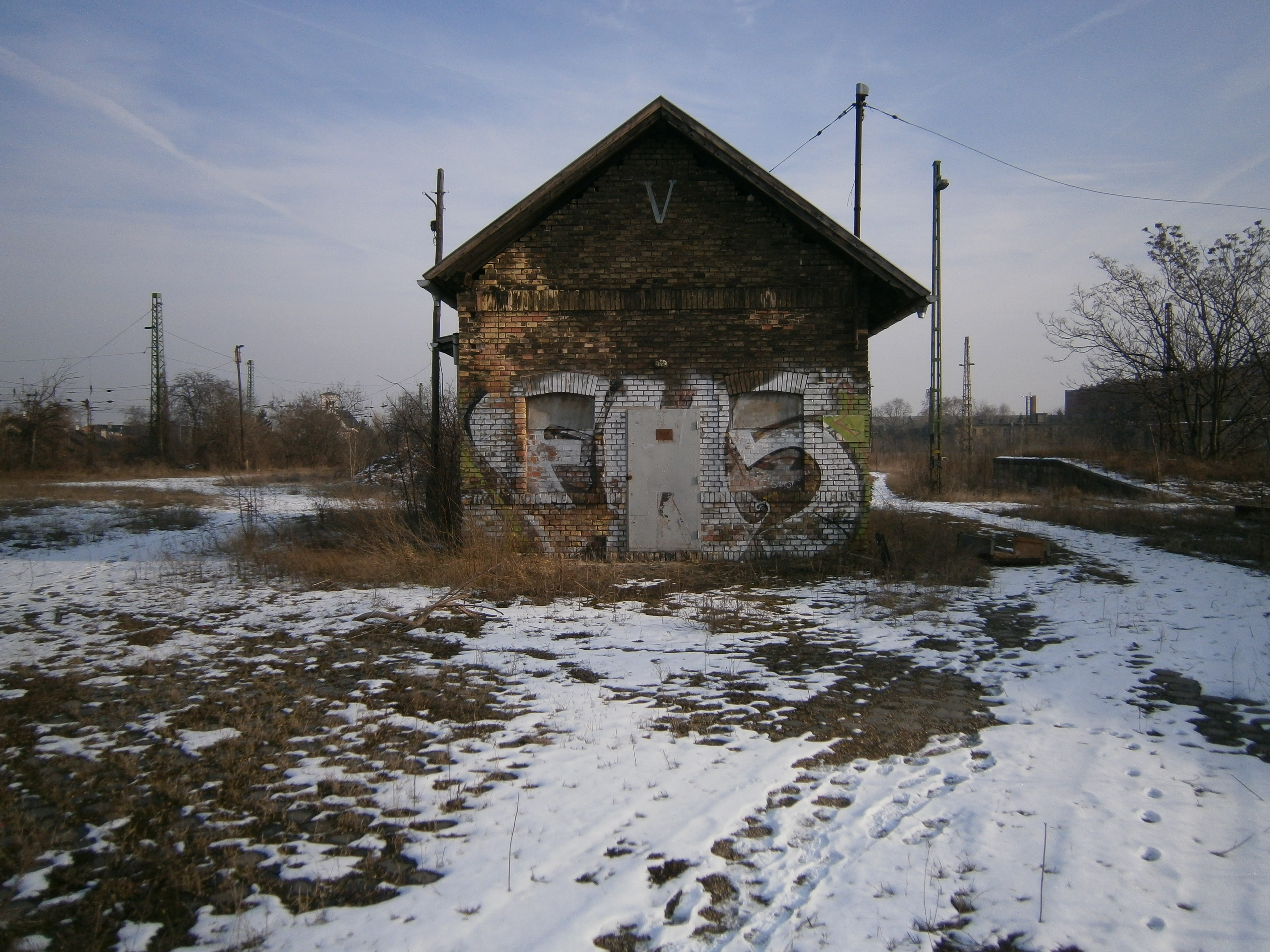
Régi raktárépület, Józsefvárosi pályaudvar
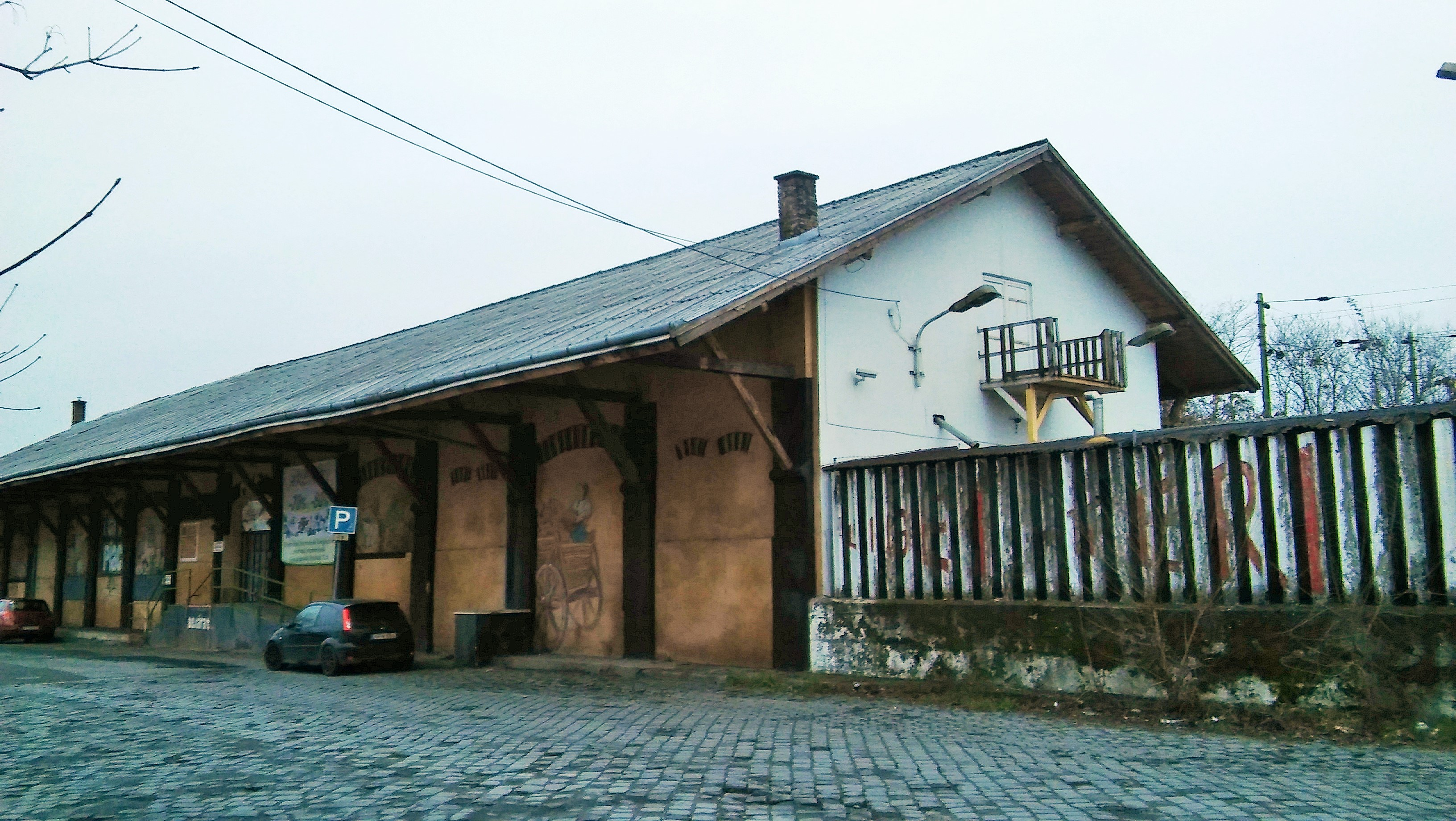
Régi raktárépület, Kőbánya-Alsó

### Építmények
A fentieken kívül a vasútvonalak területén számos műtárgy (műszaki kiegészítő építmény) áll, mint pl. hidak, töltések, bevágások, alagutak, gurítódombok, fordítókorongok stb.
A fő- és mellékvonalak mellett számtalan nagyipari üzembe is vezetett iparvágány. Az ottani építészeti alkotások azonban a gyárépítészet körébe tartoznak.

## Napjainkban

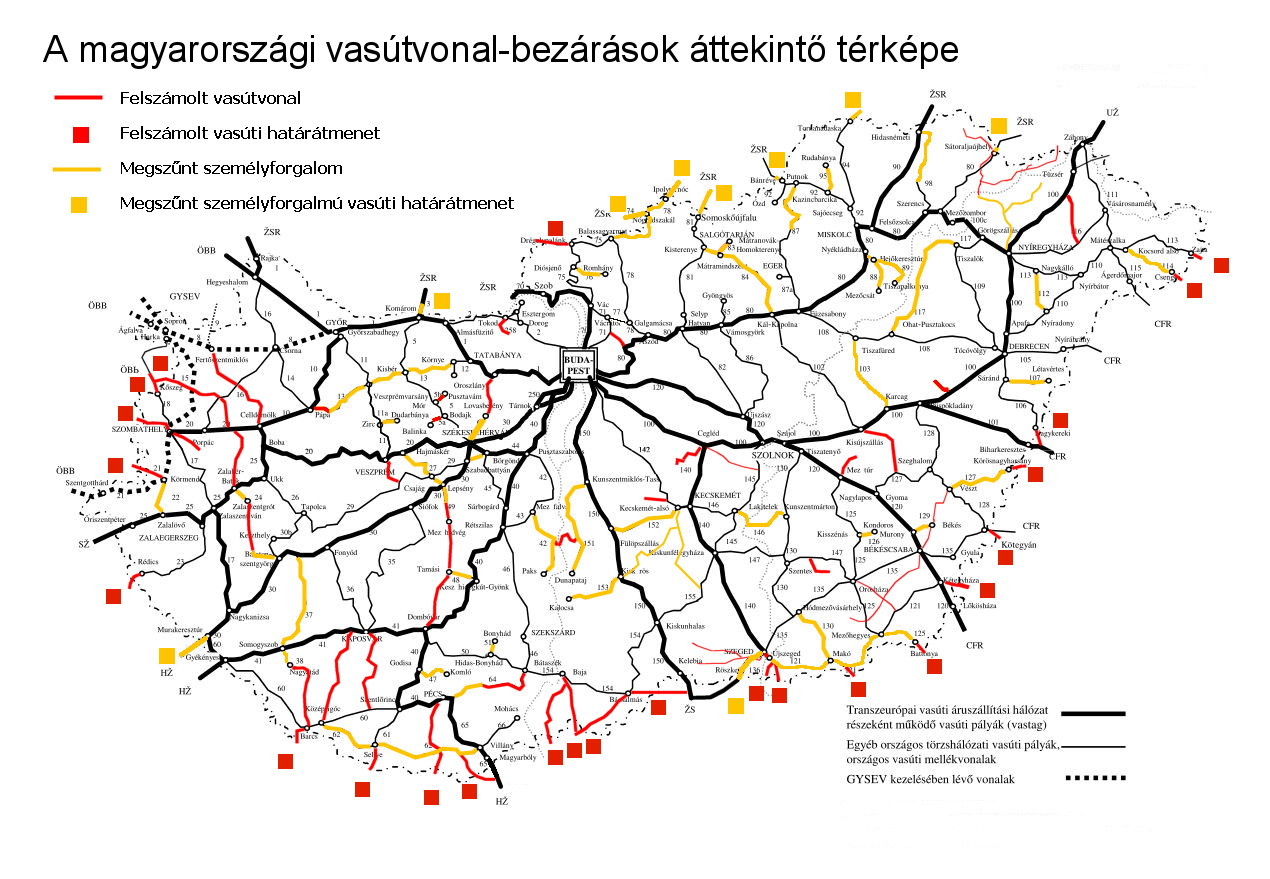
A magyarországi vasútvonal-bezárások áttekintő térképe

Ugyan a vasúti közlekedés a 20. század második felétől visszaszorulóban van, a vasút épületállományát tekintve még mindig az egyik legnagyobb Magyarországon. Az új vagy kisebb részben felújított-korszerűsített épületek mellett számtalan 100-150 éves lepusztult épület áll napi szintű használatban. Jelentős a száma azoknak az épületeknek is, amelyek kikerültek a használatból, azonban elbontásukra különböző okokból nem került sor. Példák használatból kikerülésre:
- megszűnt vasútvonalak az 1968-as közlekedéspolitikai koncepció (kisforgalmú vasútvonalak forgalmának közútra terelése) következtében
- megszűnt vasútvonalak a rendszerváltást követően
- 2007-es magyarországi vasútbezárások
- 2009-es magyarországi vasútbezárások
- nincs forgalmi szolgálattevő és jegykiadás, az állomásépület nem, de az állomás üzemel

Több épület – állapotuktól függetlenül – műemléki védelem alatt áll.

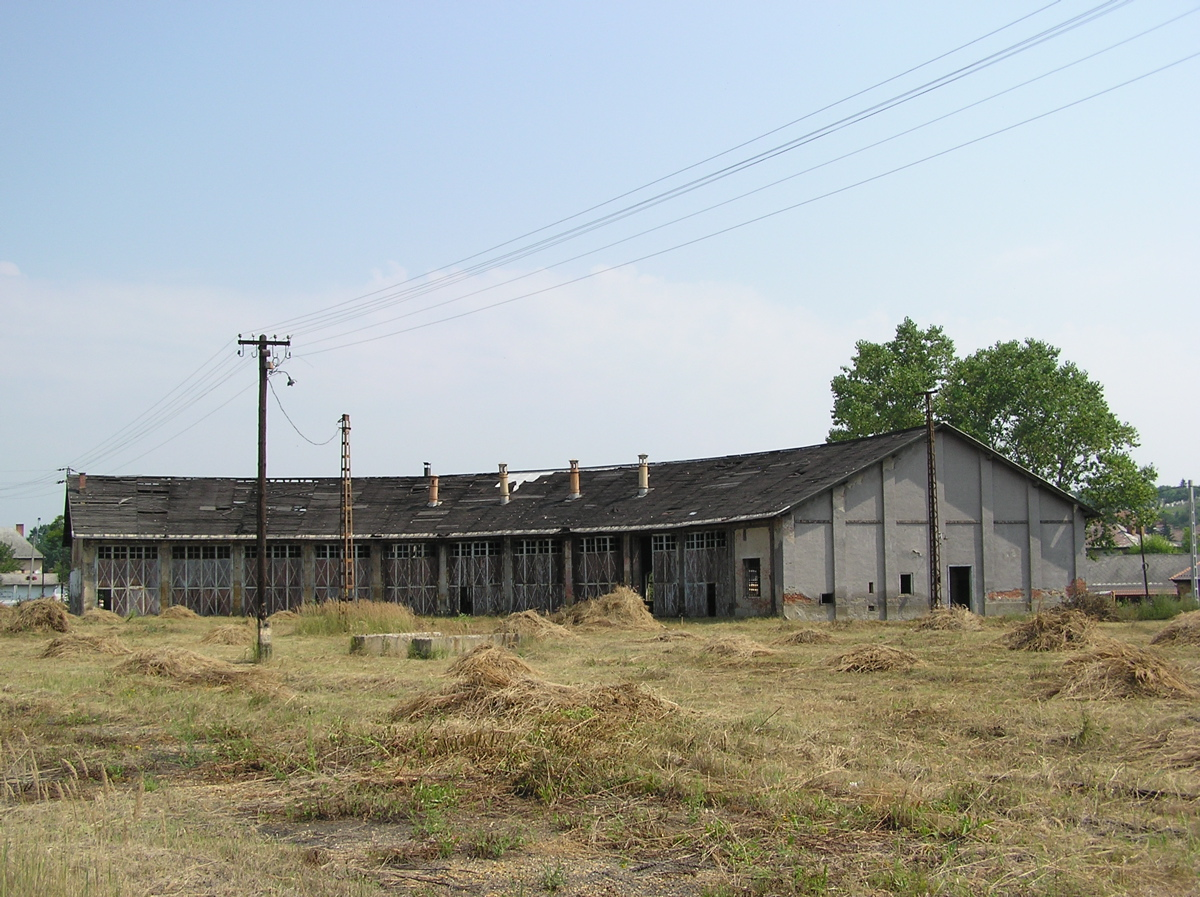
A kisterenyei körfűtőházat 2008-ban bontották el

Nem állt le ugyanakkor a régi épületállomány elbontása, példák:
- Kisterenyei körfűtőház[49]
- Budafok megállóhely
- vasutas lakóházak (Budapest, Vasút u.)[50]
- őrház (Budapest, Meder u.)[51]
- raktárépület (Budapest, Rákospalota-Újpest vasútállomás)[52]
- raktárépület (Budapest, Nagytétény-Diósd vasútállomás)[53]
- Debrecen-Szabadságtelep megállóhely állomásépülete[54][55]

### Képtár lepusztult vasúti építményekről

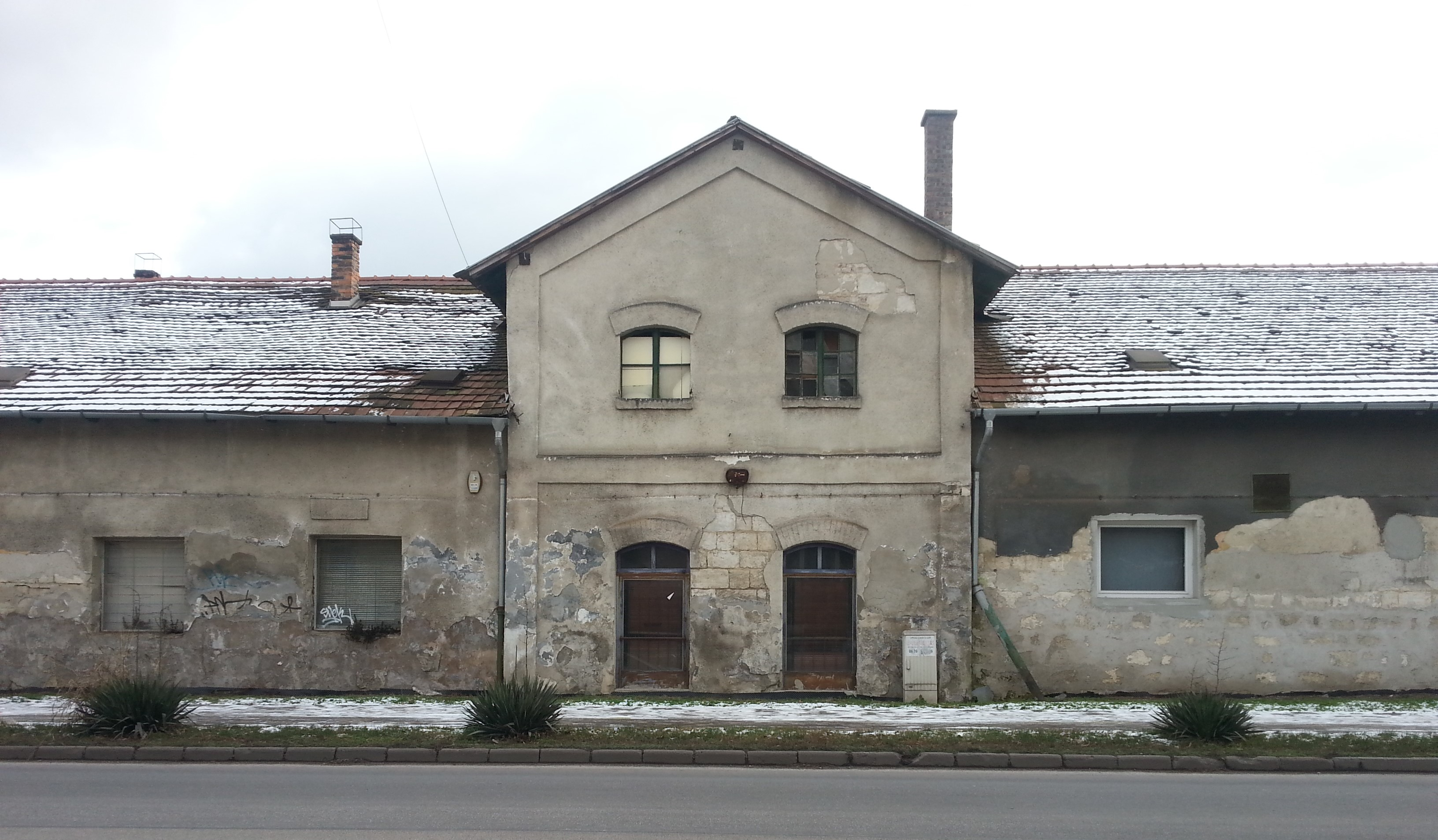
Budapest–Háros vasútállomás, régi üzemi épület
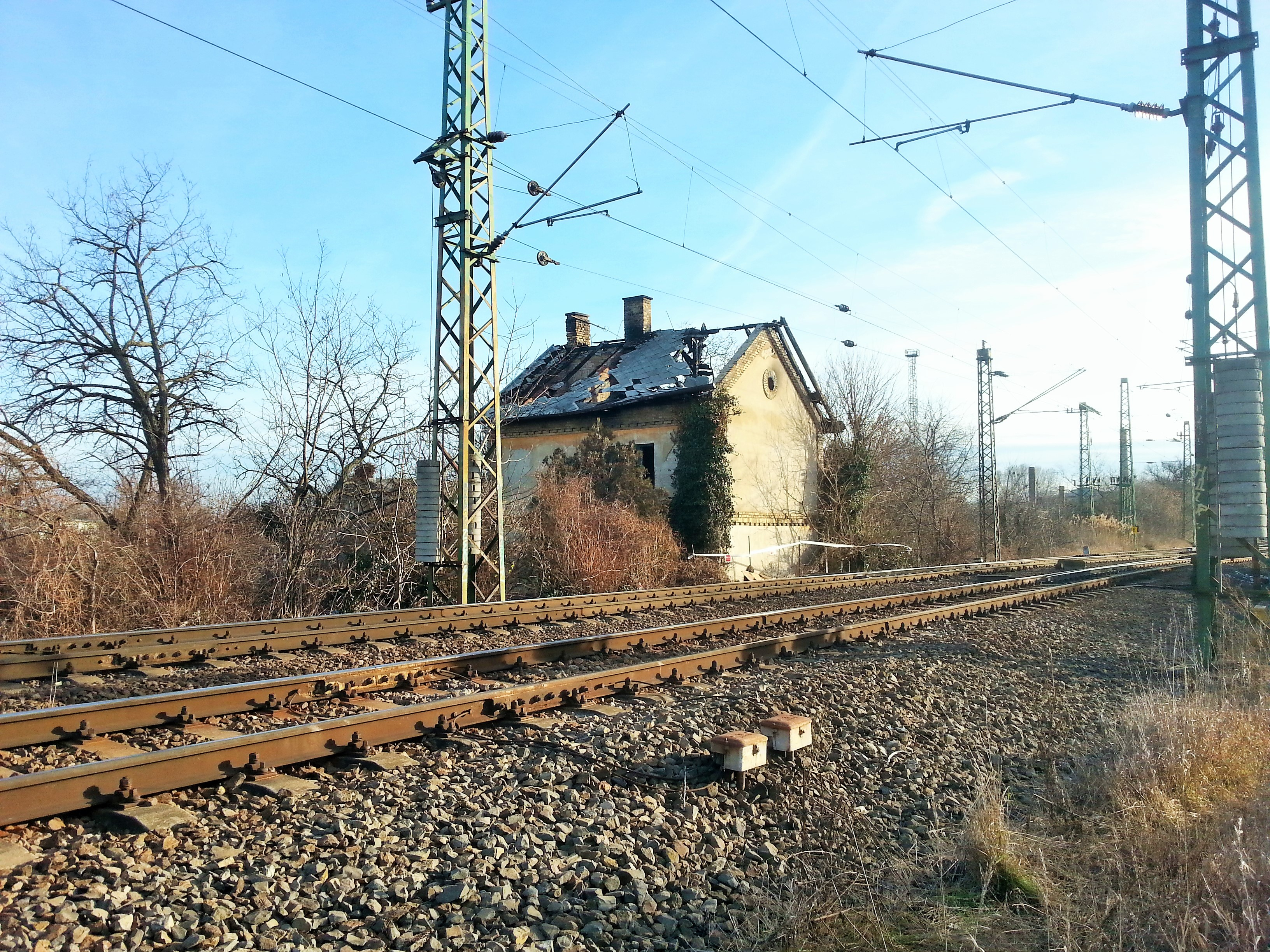
Régi vasúti őrház a Körvasúton
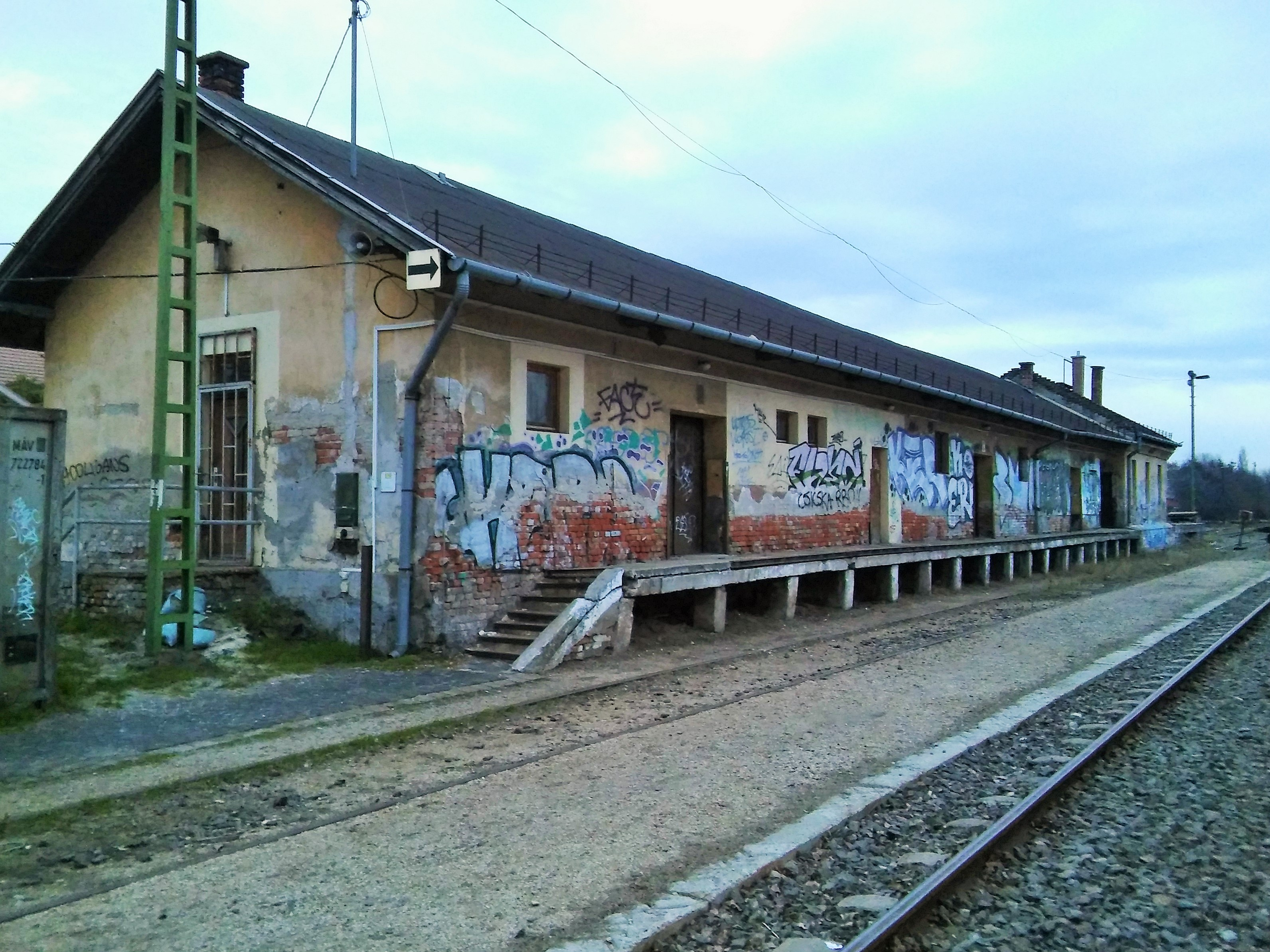
Kispest vasútállomás régi raktárépület
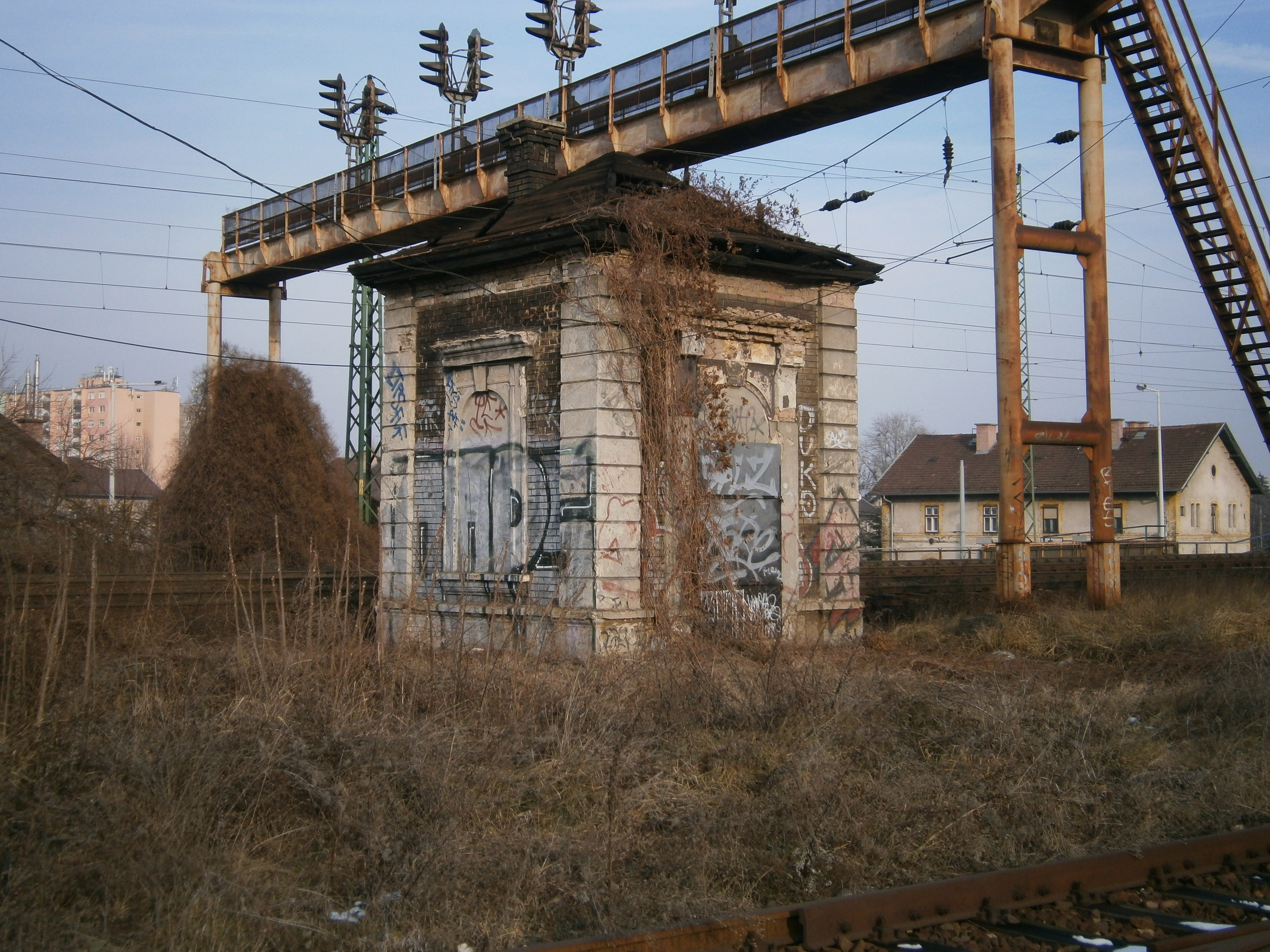
Régi vasúti őrház a Józsefvárosi pályaudvarnál
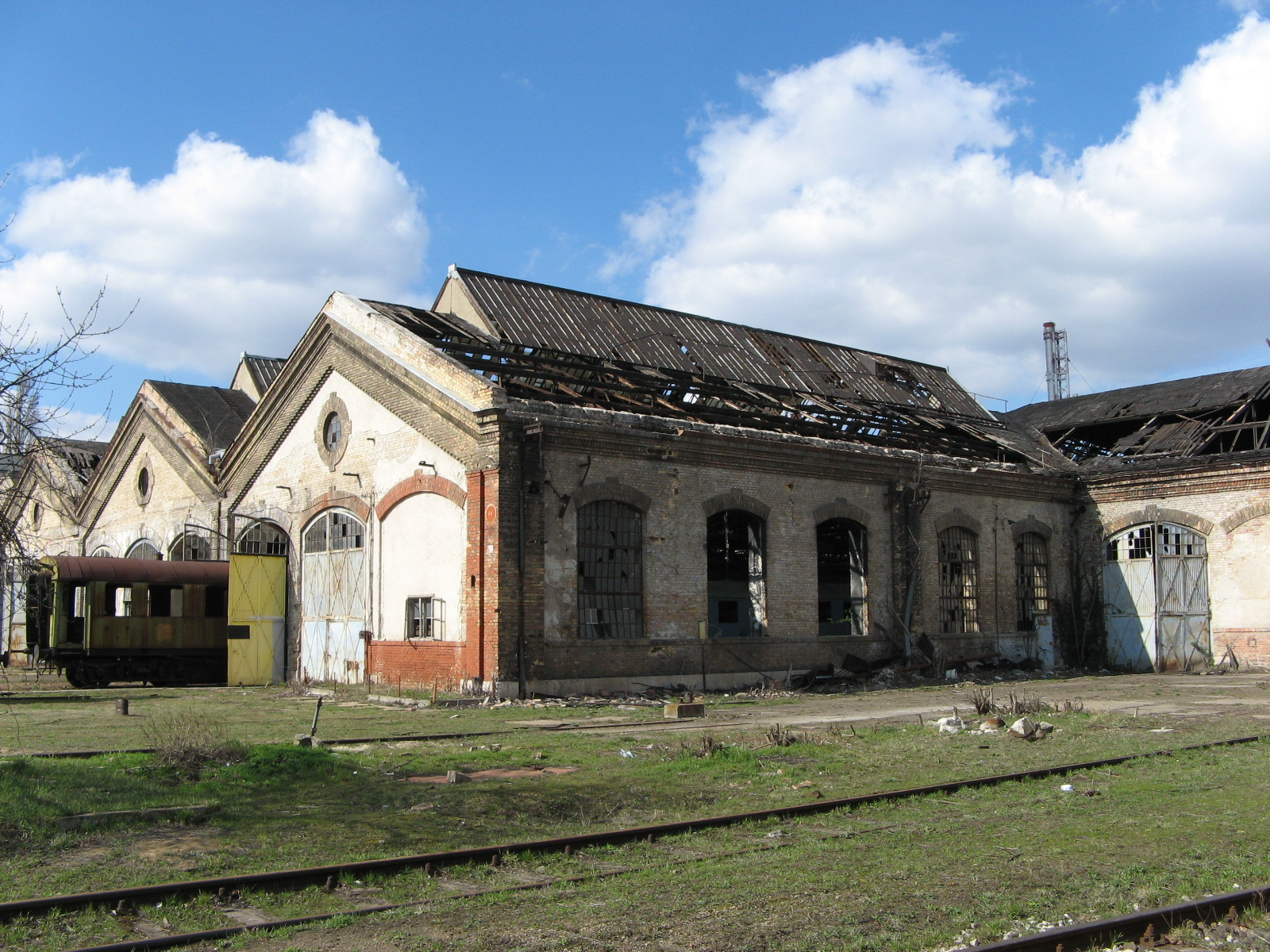
Budapest, Istvántelki Főműhely
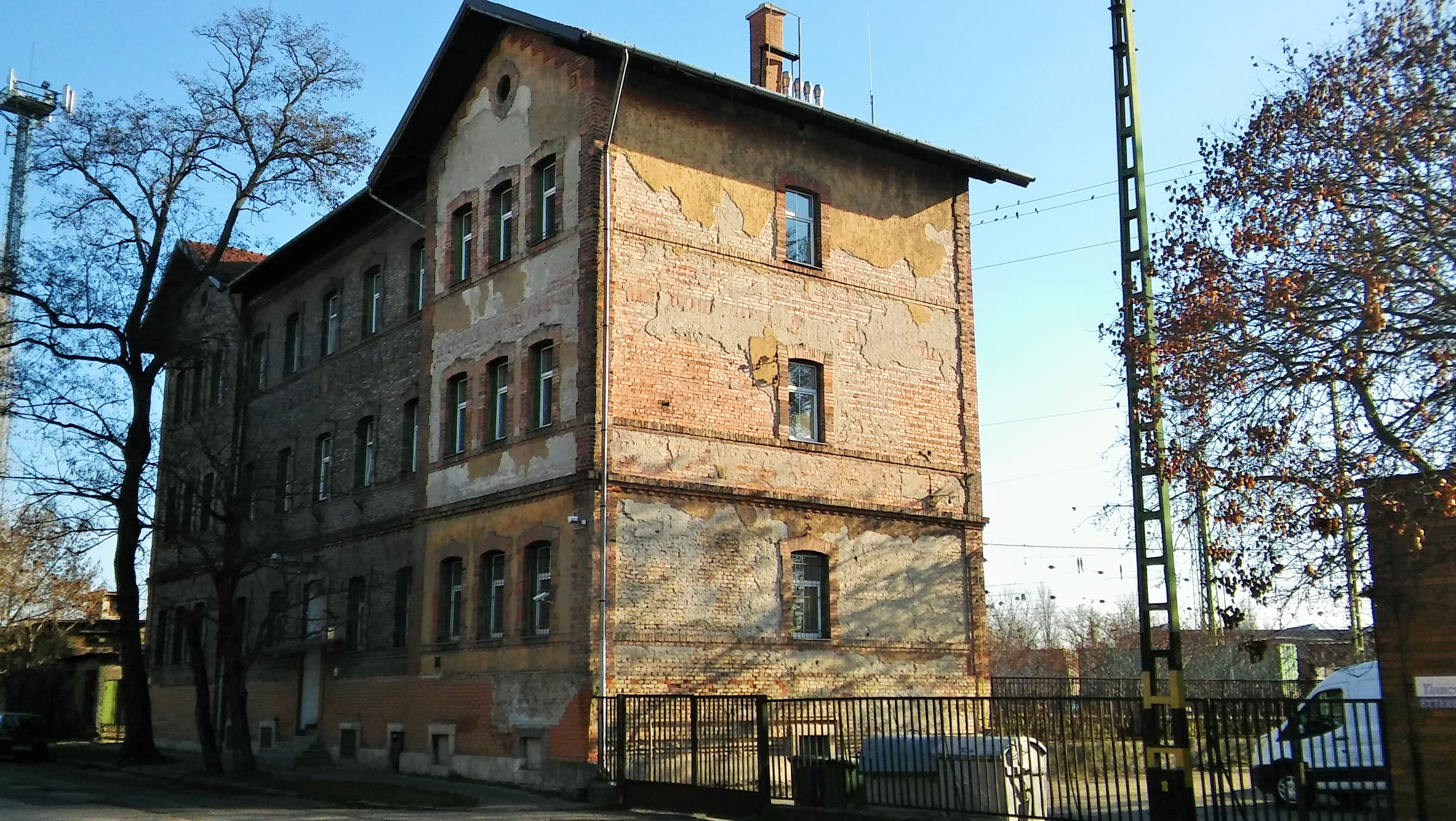
Vasutas laktanya, Budapest-Ferencváros
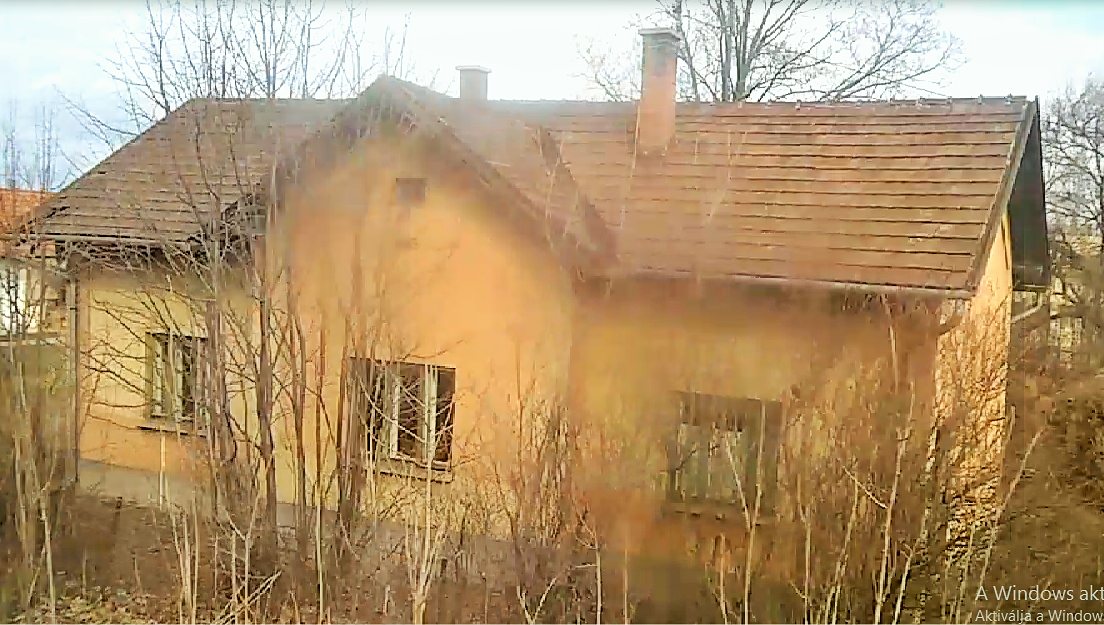
Őrház, Nagykáta
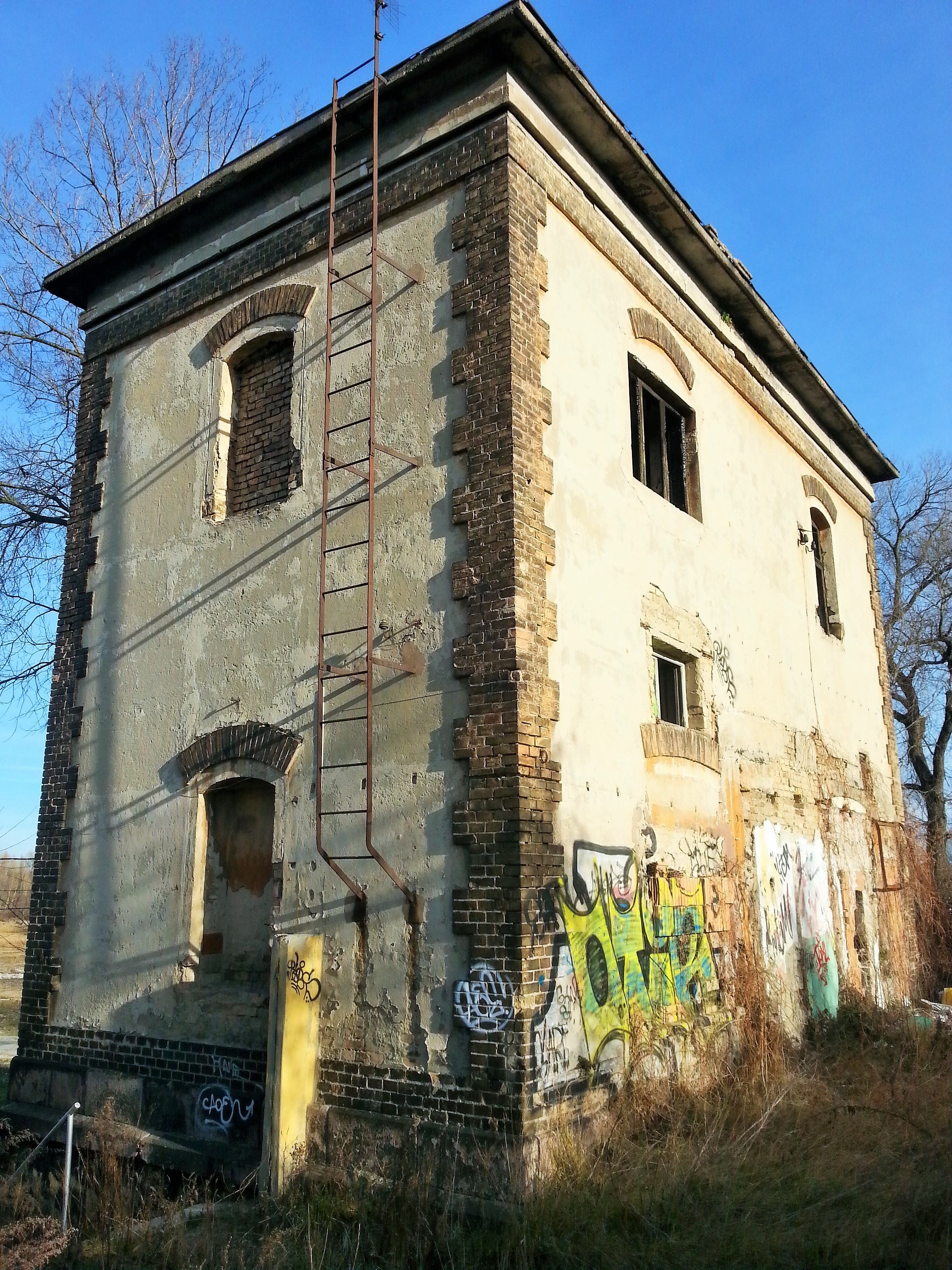
Üzemi épület, Rákos
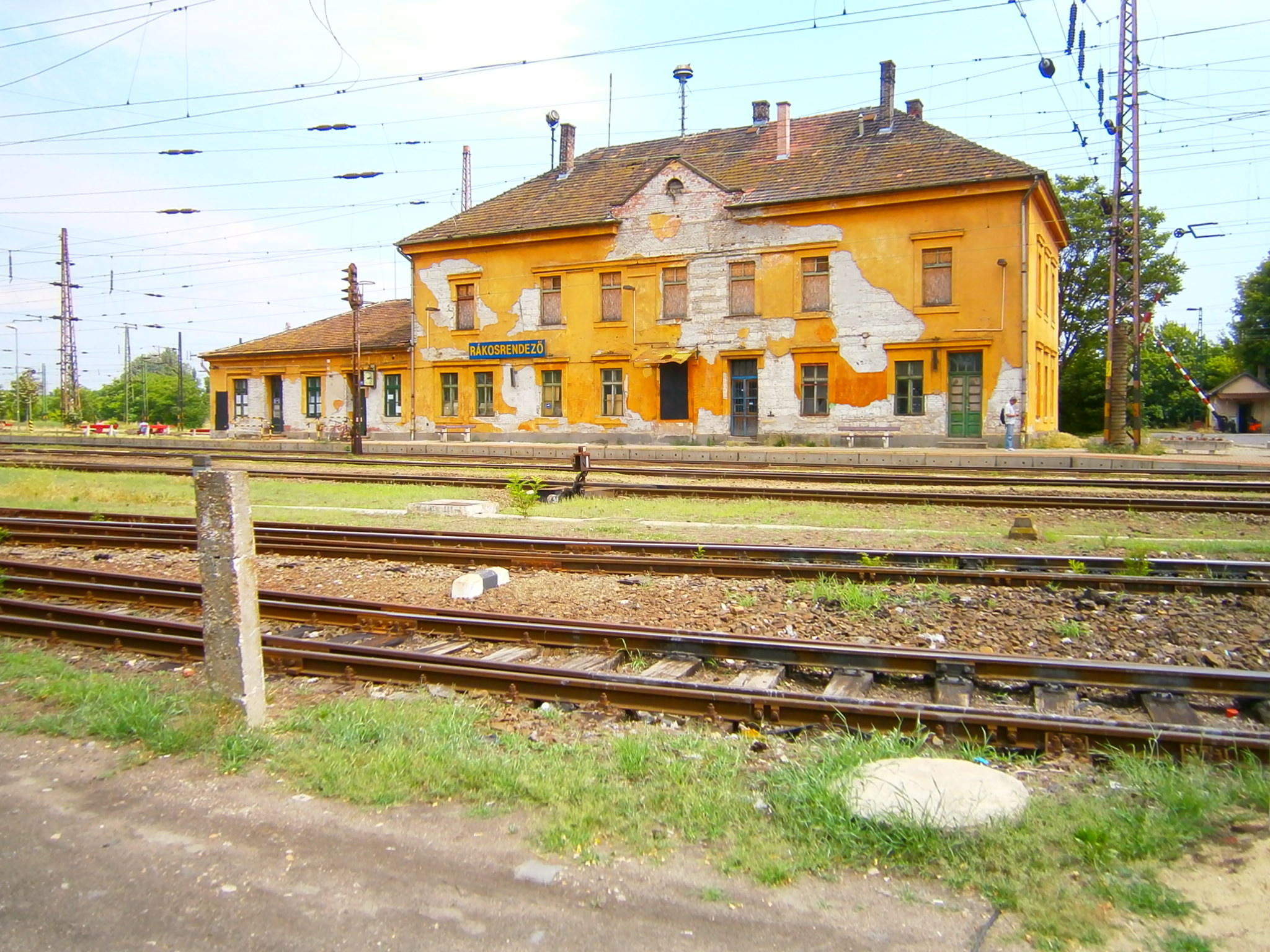
Felvételi épület, Rákosrendező
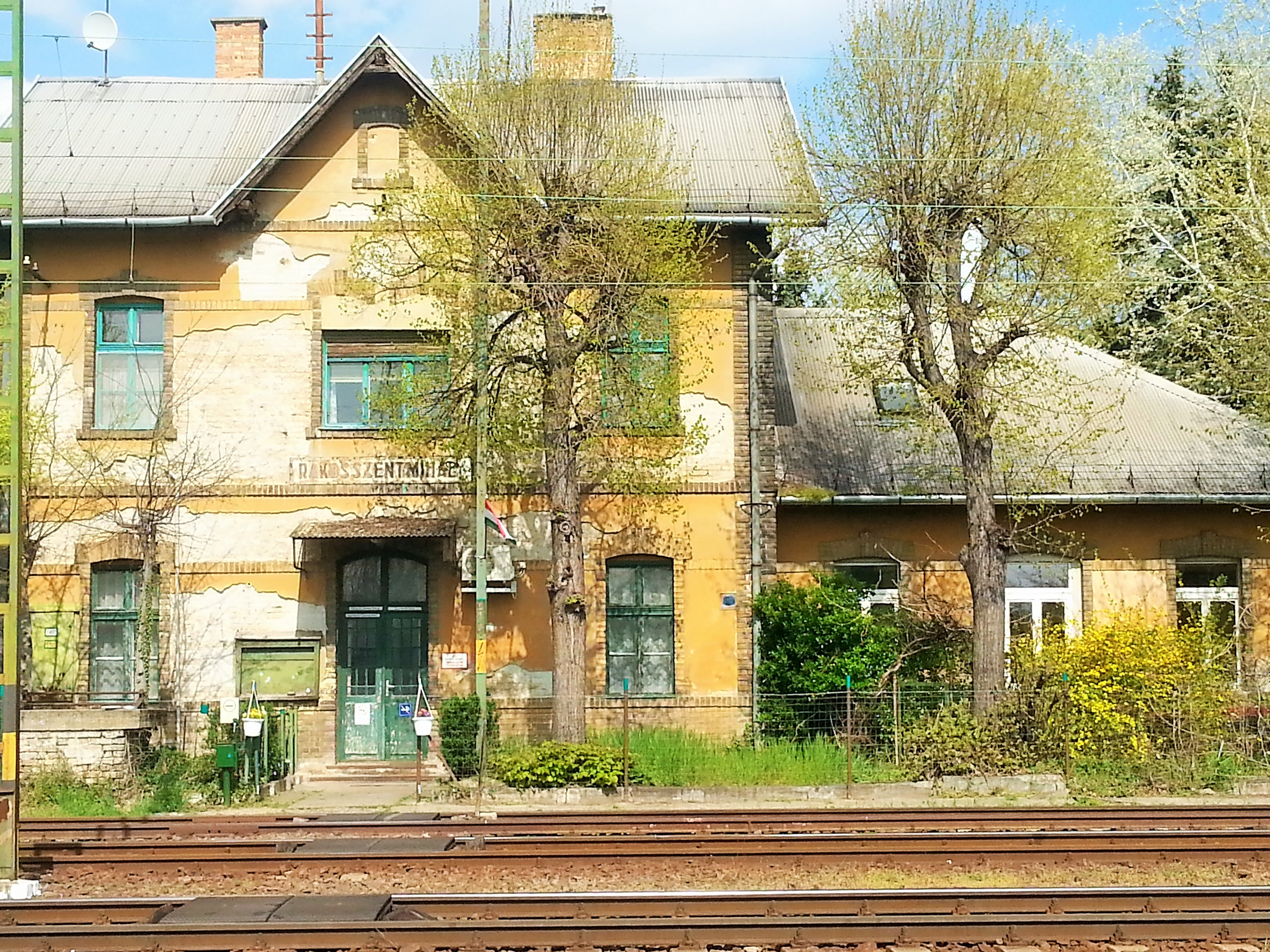
Felvételi épület, Rákosszentmihály
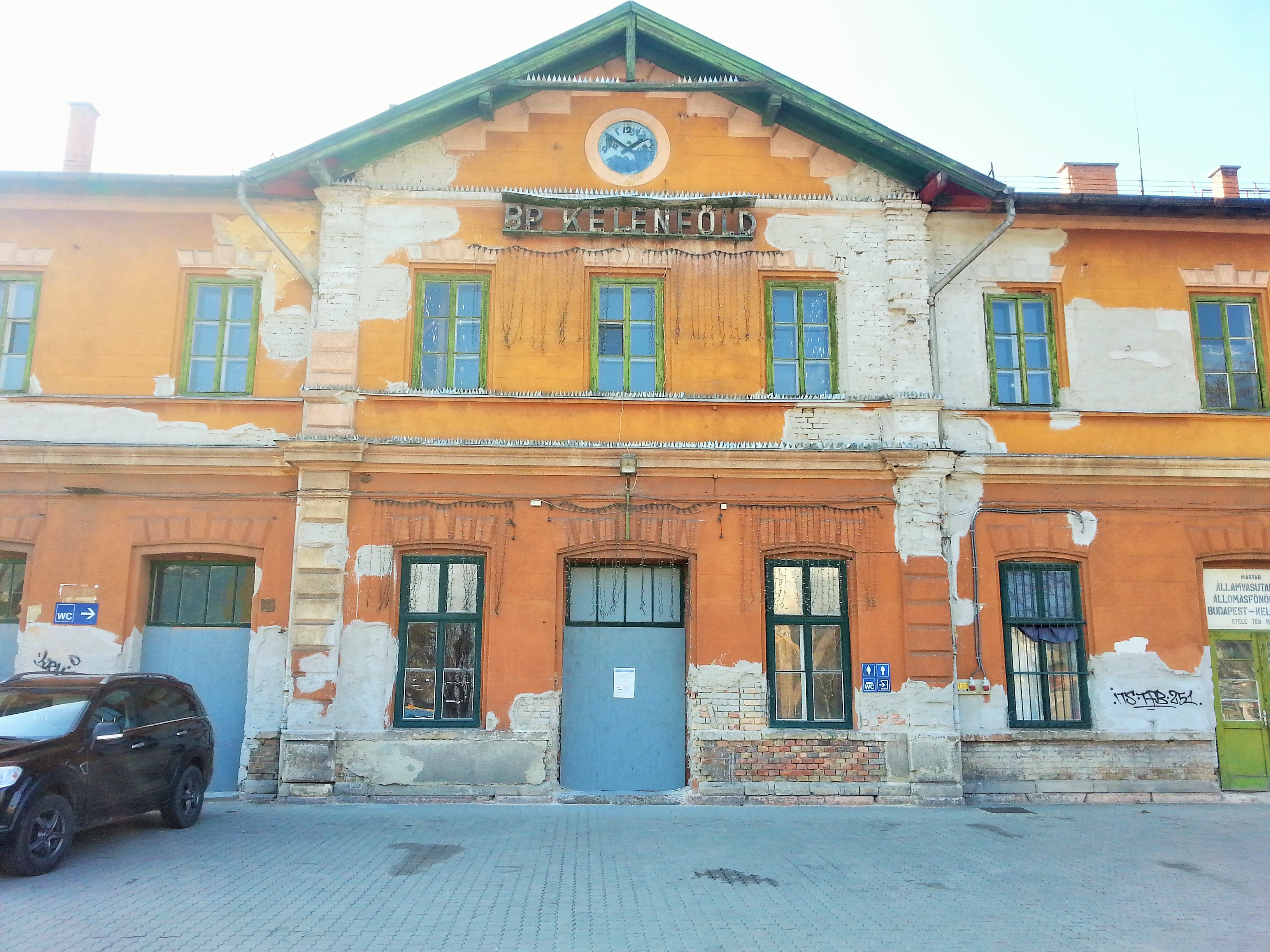
Felvételi épület, Kelenföld

## Egyéb irodalom
- Gergely József: 100 éves a Nyugati pályaudvar 1877–1977, MSZMP MÁV Nyugati pályaudvari Bizottsága, Budapest, 1977
- Postai és vasúti építmények In: Magyarország ipari műemlékei, Országos Műszaki Múzeum, Budapest, 1981, ISBN 963-562-750-5
- Kiss Zsuzsa – Kubinszky Mihály – Kummer István: A magyar vasutak építészetének 150 éve In: Fejezetek a 150 éves magyar vasút történetéből 1846–1996, MÁV Rt. Vezérigazgatósága, Budapest, 1996, ISBN 963-708-536-x
- Az építészet és a magyar vasút. Kell a vasút Európában!,  MÁV Rt., Budapest, 1999, ISBN 963-03-7926-0
- Horváth Csaba Sándor – Imre Lászlóné – Majdán János – Varga Gábor (ed.): Ezerarcú vasút II. Fókuszban a vasúti építészet. Magyar vasúttörténeti Alapítvány – Virágmandula Kft., Pécs, 2018,
- Lovas Gyula: A bakterház, MÁV Rt. Vezérigazgatósága, Budapest, 2003 (Vasúthistória Könyvek-sorozat)
- https://www.sinekvilaga.hu/vasuti-epiteszet-14.-resz-a-130-eves-keleti-palyaudvar-ipar-es-kepzomuveszeti